# عملية سيتاديل
عملية سيتاديل (بالألمانية: Unternehmen Zitadelle)  كانت عملية هجومية ألمانية ضد القوات السوفيتية في كورسك خلال الحرب العالمية الثانية على الجبهة الشرقية حيث بدأت معركة كورسك. يشار إلى العملية الدفاعية المتعمدة التي نفذها السوفييت لصد الهجوم الألماني باسم عملية الدفاع الاستراتيجية كورسك. تمت مواجهة الهجوم الألماني من قبل هجومين مضادين سوفيتيين، عملية بيلغورود خاركوف (الروسية: Полководец Румянцев) وعملية كوتوزوف (الروسية: Кутузов)   . بالنسبة للألمان، كانت المعركة هي الهجوم الاستراتيجي الأخير الذي تمكنوا من شنه على الجبهة الشرقية. مع بدء غزو الحلفاء لصقلية، اضطر أدولف هتلر إلى تحويل قوات التدريب في فرنسا لمواجهة تهديدات الحلفاء في البحر الأبيض المتوسط، بدلاً من استخدامها كاحتياطي استراتيجي للجبهة الشرقية.  ضمنت خسارة ألمانيا الضخمة للرجال والدبابات تمتع الجيش الأحمر السوفييتي المنتصر زمام المبادرة الاستراتيجية لما تبقى من الحرب. 
أمل الألمان في إضعاف القدرة الهجومية السوفيتية لصيف عام 1943 من خلال قطع عدد كبير من القوات التي توقعوا أنها ستكون بارزة في كورسك.  يبلغ طول أو انتفاخ كورسك بطول 250 كيلومتر (160 ميل) من الشمال إلى الجنوب و160 كيلومتر (99 ميل) من الشرق إلى الغرب. 
كانت الحكومة السوفيتية على دراية مسبقة بالنوايا الألمانية، والتي قدمتها جزئيًا المخابرات البريطانية، والاستخبارات التي أرسلتها حلقة تجسس لوسي، واعتراض توني. إدراكًا للسنوات قبل أن يسقط الهجوم على كورسك، بنى السوفييت دفاعًا متعمقًا مصممًا لإضعاف رأس الحربة المدرعة الألمانية.  قام الألمان بتأخير الهجوم بينما حاولوا بناء قواتهم وانتظروا أسلحة جديدة، بشكل رئيسي دبابة بانثر الجديدة ولكن أيضًا أعداد أكبر من دبابة النمر الثقيلة.    أعطى هذا الجيش الأحمر الوقت لبناء سلسلة من الأحزمة الدفاعية العميقة. تضمنت الاستعدادات الدفاعية حقول الألغام والتحصينات ومناطق نيران المدفعية ونقاط قوية مضادة للدبابات امتدت إلى عمق ما يقرب من 300 كيلومتر (190 ميل).  تم نقل تالشكيلات المحمولة السوفيتية من مكان بارز وتم تشكيل قوة احتياطية كبيرة للهجوم المضاد الاستراتيجي. 

## خلفية
بعد انتهاء المعركة من أجل دونيت، مع انتهاء موسم الربيع راسبوتيتزا (الطين) في عام 1943، نظرت كل من القيادة الألمانية والسوفيتية في خططهما للعمليات المستقبلية. أراد رئيس الاتحاد السوفياتي جوزيف ستالين وبعض كبار الضباط السوفييت أخذ زمام المبادرة أولاً ومهاجمة القوات الألمانية داخل الاتحاد السوفياتي، لكنهم أقنعوا من قبل عدد من القادة الرئيسيين، بما في ذلك نائب القائد الأعلى جورجي جوكوف، لاخذ موقف دفاعي حيث سيسمح ذلك للجانب الألماني بإضعاف نفسه في مهاجمة المواقع المعدة، وبعد ذلك ستكون القوات السوفيتية قادرة على الرد بهجوم مضاد.  
كما جرت مناقشات إستراتيجية أيضًا على الجانب الألماني، حيث دعا المارشال إريك فون مانشتاين إلى دفاع متحرك من شأنه أن يتخلى عن التضاريس ويسمح للوحدات السوفيتية بالتقدم، في حين شنت القوات الألمانية سلسلة من الهجمات المضادة الحادة ضد الأجنحة الخاصة بها لإحداث استنزاف شديد. ولكن لأسباب سياسية، أصر المستشار الألماني أدولف هتلر على أنه يجب على القوات الألمانية أن تشن هجومًا، وتم اختيار كورسك للهجوم.  في 15 أبريل 1943 أذنت الاستعدادات لUnternehmen Zitadelle (عملية القلعة). 

### العوائق والتأجيلات
كان من المقرر أن تبدأ عملية القلعة - من وجهة نظر مانشتاين -  بالتعاون مع مجموعة جيوش الوسط في أواخر فبراير أو اوائل مارس ولكن كلوجه أعرب عن عدم قدرة مجموعة جيوشه وقال بانه لن يستطيع المشاركة في عملية بهذا الحجم لان الدفاع عن جيب رجيف كان يستنفذ كل تعزيزاته، وبعد ماتم اخلاء جيب رجيف أصبح الجيش التاسع الألماني حرا وتم الدفع به للهجوم من مجموعة الجيوش الوسط واما عن مجموعة جيوش الجنوب فتم الدفع بالجيش الرابع المدرع بقيادة هوث ومفرزة كامبف والتي تضمنت الفيلق الثاني مدرع اس اس تحت قيادة هاوسييه وبهذا فقد اتم الالمان استعدادتهم وكانت العملية على وشك البدء ولكن الزعيم الألماني ادولف هتلر قرر ان يأجل العملية لمدة شهر لكي تصل الدبابات الجديدة ( بانثر و تايغر ) للجبهة ولكن بسبب القوات الغير نظامية التي نشرت من قبل السوفييت تم تفجير عديد من سكك الحديد والتي عطلت الالمان لشهرين اضافيين وخلال هذا الوقت قام السوفييت بزرع الملايين من الألغام وبنوا مواقع دفاعية ولم تبدأ العملية الا في يوليو  

## العملية على طول الوجه الشمالي

### التقدم الألماني الأولي
خلال عمليه التقدم الاول كان الهجوم على الجوانب ووصلت القوات ل25كيلو عبر كورسك ولكنهم حصلو على خسائر فادحه وتوقف الهجوم